# Зијнет Сали
Зијнет Сали Сафтер (тур. Ziynet Sali Safter, познатија као Сали; Никозија, 29. април 1975) је кипарско-турска певачица, која има британско држављанство. Пева ребетико, поп и класичну музику.
Рођена је у Никозији, одакле се са породицом преселила у Енглеску. На Кипар се вратила 1981. године и тамо је завршила средњу школу. Године 1994. преселила се у Истанбул где је студирала, а 1999. године дипломирала је на турском музичком државном конзерваторијуму. Почела је да се бави професионалним певањем током студија. Објавила је 2000. године своји први студијски албум Ba-Ba, који садржи само песме на турском језику. Други албум Amman Kuzum објавила је 2004. године, садржавао је песме и на грчком језику. Убрзо, објављен је њен трећи студијски албум Mor Yıllar, који укључује песме Chiculata+1 и Chiculata.
Године 2010. објавила је прву песму Rüya која је освојила прво место на турској музичкој топ листи. Исте године објавила је Bize Yeter и Collection. Године 2013. објавила је песму Gelemiyorum Yanına, 2014. Bugün Adım Leyla, 2017. Ağlar mıyım? Ağlamam и Magic, 2018. Deli Divanenim и Hadi Hoppalara. Magic је била њена прва песма на енглеском језику. Током своје каријере примила је многе награде и номинације.

## Детињство и младост
Зијнет Сали Сафтер рођена је 29. априла 1975. у Никозији, која је у то време била главни град Северног Кипра. Отац јој се преселио у Лондон 1963. године, али се вратио у Кипар када је упознао њену мајку. После Зијнетиног рођења, породица се преселила у Манчестер. Тада је добила британско држављанство. Након завршетка основног образовања на Кипру, завршила је средњу школу у Лиси. Након дипломирања постала је једна од певачица класичног турског музичког хора министарства просвете и културе. Године 1994. преселила се у Истанбул како би студирала на турском музичком државном конзерваторијуму. Почела је да се бави професионално музиком током студирања, а дипломирала је 1999.

## Каријера

### 1999—2007:Ba-Ba,Amman KuzumиMor Yıllar
Након што је дипломирала као наставник музичког и није могла пронаћи посао, почела је да наступа у разним објектима забавног карактера. Почела је да ради као секретарица у Dost Müzik 1999. године где је касније постала консултант за штампу. Објавила је 2000. године своји први студијски албум Ba-Ba. Након овог почела је да се бави музичким образовањем Грчке и да пева песме на грчком језику. Септембра 2004. објавила је албум који садржи турске и грчке поп песме. Снимила је музичке спотове за песме Yürek Yaralı Büyüyor и Amman Kuzum. Године 2005. године објавила је песму Chiculata.
Њен трећи албум објављен је у септембру 2006. и садржао је песме на грчком и турском језику. Снимила је музичке спотове за песме Zordur Oğlum и Mor Yıllar. Песма Zordur Oğlum је победила на онлајн гласању за Евроденс 2007, али није успела да се пласирала на такмичење. Глумила је у стотој епизоди ТВ серије Cennet Mahallesi која је емитована 16. децембра 2006. Затим је глумила певачицу у двадесет и првој епизоди серије Arka Sokaklar, која је емитована 2. јануара 2007. Глумила је грчку певачицу у филму Последњи Отоман који је емитован у јануару 2007. године. Истог месеца објављене су њене песме Alim и Kanaryam које су направљене за филм. Глумила је у телевизијској серији Kartallar Yüksek Uçar, чија је прва епизода емитована 29. септембра 2007.

### 2008—11:Herkes Evine,Bizde Böyle,RüyaиBize Yeter
Септембра 2008. објавила је свој четврти албум Herkes Evine, у сарадњи са Сезен Аксу. Снимила је музичке спотове за песме Herkes Evine, Beş Çayı и Hava Hoş. Освојила је специјалну награду на Олимпијским играма 7. априла 2009. године. У септембру 2009. објавила је албум Bizde Böyle + Herkes Evine и снимила музички спот за песму Bizde Böyle. Објавила је Şükrü Tunar Eserleriyle Serkan Çağrı у новембру 2009. Освојила је награду за најбољу песму на инстанбулском ФМ радију 15. децембра 2009. Глумила је у новогодишњој специјалној епизоди серије Geniş Aile која је емитована 31. децембра 2009.
У јануару 2010. године објавила је песму Rüya. Према подацима Нилсена, песма је освојила прво место на табели најчешће репродукованих песама на турским радио станицама. Са песмом Rüya освојила је награду за песму године 24. марта. Такође, освојила је награду за најбољу женску поп музику 18. фебруара 2010. Снимила је видео за песму Sen Mutlu Ol у јулу. У децембру 2010. објавила је албум Bize Yeter и пратећи музички видео. Фебруара 2011. објавила је свој први колекциони албум Collection који садржи песме Mor Yılar, Herkes Evine, Bizde Böyle, Rüya и Bize Yeter. Освојила је награду за песму Rüya 17. маја 2011. године, за најгледанију песму на радију. Такође освојила је награду за најбољу женску певачицу и најбољу песму (Rüya).

### 2012–16:Sonsuz Ol,Gelemiyorum Yanına,Bugün Adım LeylaиNo 6
У фебруару 2012. објавила је промотивну песму Alışkın Değiliz за свој предстојећи пети албум Sonsuz Ol, који је био праћен музичким спотом. Албум је објављен у априлу 2012. године. Сали је сарађивала са Синаном Акчилом, Сезен Аксу, Кенаном Догулуом, Силом и Јилдизом Тилбом, а такође је сарађивала са Озаном Догулуом и Мустафом Џеџелијем. Снимила је музичке спотове Favori Aşkım, Yanabiliriz, Her Şey Çok Güzel Olacak, Yine Geceler, Deli и Senin Olsun. У августу 2012. објавила је Sonsuz Ol + Remixes, албум који садржи ремиксе њених песама. Објавила је у октобру 2012. песму Sevenler Ağlarmış и албум Diskomatik.
Снимци њених наступа у Истанбулу 8. септембра 2012. објављени су у првом албуму уживо Bir Akdeniz Rüyası. Освојила је награду за најбољи музички спот 12. априла 2013. за песму Her Şey Çok Güzel Olacak. Објавила је песму Gelemiyorum Yanına у новембру 2013. Освојила је награду за најбољег женског поп извођача 27. децембра 2013. године. Била је члан жирија X Factor 2014. Објавила је албум Büyük Resim у априлу 2014. на петнаестом рођендану турске фондације за спорт, образовање и помоћ. Глумила је у шеснаестој епизоди Arkadaşım Hoşgeldin емитованој 17. априла 2014. Објавила је албум Benim Adım Leyla у септембру 2014.
На првој додели Оскара, 28. фебруара 2015. године, освојила је награду за најуспешнију женску познату личност године. У јулу 2015. објавила је свој шести албум No 6. Снимила је музичке спотове Mevsimsizim, Dağınık Yatak, Çeyrek Gönül и Başrol. Глумила је у једанаестој епизоди Buyur Burdan Yak 11. октобра 2015. Освојила је награду за најбољу женску уметницу године 2016. и награду за најбољи албум године (No 6). Објавила је песму Yağmur августу 2016. Освојила је награду за најбољег извођача и најбољу уметницу Турске 27. августа 2016, награду за најбољи албум (No 6) и најбољи музички спот (Başrol).

### 2017–данас:Ağlar mıyım? Ağlamam,MagicиDeli Divanenim
Освојила је награду за женског извођача године 18. маја 2017. Октобра исте године објавила је музички спот за песму Ağlar mıyım? Ağlamam. У новембру објавила је прву песму на енглеском језику Magic. У децембру 2017. освојила је награду за поп певачицу године и за песму године Bir Melekten Hediye и Yağmur (са Озаном Догулуом) на 44. награди Златни лептир. Маја 2018. године објавила је песму Deli Divanenim. Освојила је награду за најбољу песму године 7. јуна 2018. У августу 2018. објавила је песму и музички спот Hadi Hoppalara.
Објавила је на Јутјубу музички видео No Woman, No Cry, Боба Марлија 6. фебруара 2019. године, у почаст обележавања његовог 74. рођендана. Објавила је песму Bana da Söyle, 14. марта, уз пратећи музички видео. Песма је заузела прво место на званичној турској музичкој листи пет недеља заредом.
Објавила је песму Ömrüm 10. фебруара 2020. уочи Дана заљубљених.

## Музички стил
Њене песме припадају жанру ретерико, поп и класичној музици.

## Лични живот
Има два брата. Живи у Истанбулу. Купила је вилу 2005, а стан 2006. године у Северној Никозији. Удала се 15. септембра 2019. на Северном Кипру.

## Дискографија

### Албуми
- Ba-Ba (2000)
- Amman Kuzum (2004)
- Chiculata+1 (2005)
- Mor Yıllar (2006)
- Herkes Evine (2008)
- Bizde Böyle + Herkes Evine (2009)
- Collection (2011)
- Sonsuz Ol (2012)
- Sonsuz Ol + Remixes (2012)
- Bir Akdeniz Rüyası (2013)
- No 6 (2015)

### Песме
- Rüya (2009)
- Bize Yeter (2010)
- Alışkın Değiliz (2012)
- Gelemiyorum Yanına (2013)
- Bugün Adım Leyla (2014)
- Follow Me (2015)
- Yağmur (2016)
- Bir Melekten Hediye (2017)
- Ağlar mıyım? Ağlamam (2017)
- Magic (2017)
- Deli Divanenim (2018)
- Hadi Hoppalara (2018)
- Sanane Be (2018)
- Bana da Söyle (2019)
- Ömrüm (2020)
- Yara (2020)

## Филмографија
| Улоге Зијнет Сали |                       |               |                |                                           |
| Година            | Српски назив          | Изворни назив | Улога          | Напомена                                  |
| 2006.             | Џенет Махалеси        |               | Себе           | ТВ серија, 100. епизода                   |
| 2007.             | Арка Сокаклар         |               | Певачица       | ТВ серија, 21. епизода                    |
| 2007.             | Последњи Отоман       |               | Грчка певачица |                                           |
| 2007.             | Орлови лете високо    |               | Сукран Алев    | ТВ серија, 4 епизоде                      |
| 2009.             | Проширена породица    |               | Себе           | ТВ серија, новогодишња специјална епизода |
| 2014.             | Добродошао, пријатељу |               | Себе           | ТВ серија, 16. епизода                    |
| 2015.             | Ево погледајте        |               | Себе           | ТВ серија, 11. епизода                    |

## Награде и номинације
| Награда                        | Датум              | Категорија                             | Резултат   | Референца     |
| ------------------------------ | ------------------ | -------------------------------------- | ---------- | ------------- |
| Олимпијске игре                | 7. април 2009.     | Специјална награда                     | Освојено   | [ 30 ]        |
| ФМ радио                       | 15. децембар 2009. | Најбоља песма, композиција и текстови  | Освојено   | [ 35 ]        |
| ФМ радио                       | 18. фебруар 2010.  | Најбоље женско поп извођење уживо      | Освојено   | [ 40 ]        |
| Награда магазина               | 24. март 2010.     | Албум године                           | Освојено   | [ 39 ]        |
| Музичка награда                | 17. мај 2011.      | Песма која се најчешће пушта на радију | Освојено   | [ 45 ] [ 46 ] |
| Музичка награда                | 17. мај 2011.      | Најбоља песма                          | Номинација | [ 45 ] [ 46 ] |
| Музичка награда                | 17. мај 2011.      | Најбоља уметница                       | Номинација | [ 45 ] [ 46 ] |
| Турска музичка награда         | 12. април 2013.    | Најбољи музички спот                   | Освојено   | [ 58 ]        |
| ФМ радио                       | 6. мај 2013.       | Најбољи музички спот                   | Освојено   | [ 58 ]        |
| Награда Универзитета Халц      | 27. децембар 2013. | Најбоља женска поп извођач године      | Освојено   | [ 60 ]        |
| Награде за најбољу годину      | 28. фебруар 2015.  | Најуспешнија женска година             | Освојено   | [ 66 ]        |
| Часопис Најбоље године         | 20. јануар 2016.   | Најбоља уметница године                | Освојено   | [ 72 ]        |
| Часопис Најбоље године         | 20. јануар 2016.   | Најбољи албум године                   | Освојено   | [ 72 ]        |
| Музичка награда                | 27. август 2016.   | Најбољи уметник                        | Освојено   | [ 73 ] [ 74 ] |
| Музичка награда                | 27. август 2016.   | Најбоља женска турска уметница         | Освојено   | [ 73 ] [ 74 ] |
| Музичка награда                | 27. август 2016.   | Најбољи албум                          | Номинација | [ 73 ] [ 74 ] |
| Музичка награда                | 27. август 2016.   | Најбољи спот                           | Номинација | [ 73 ] [ 74 ] |
| Награда Универзитета Инстанбул | 18. мај 2017.      | Женског извођача године                | Освојено   | [ 58 ]        |
| Награда Златни лептир          | 10. децембар 2017. | Поп певачица године                    | Номинација | [ 78 ] [ 79 ] |
| Награда Златни лептир          | 10. децембар 2017. | Песма године                           | Номинација | [ 78 ] [ 79 ] |
| Награда Златни лептир          | 10. децембар 2017. | Песма године                           | Номинација | [ 78 ] [ 79 ] |
| Награде за најбољу културу     | 7. јануар 2018.    | Најбоља певачица године                | Освојено   | [ 82 ]        |